# Galeria Nacional Húngara
A Galeria Nacional Húngara (também conhecida como Magyar Nemzeti Galéria, hu), foi fundada em 1957 como o museu de arte nacional. Está localizada no Castelo de Buda em Budapeste, Hungria. Seu acervo abrange arte húngara em todos os gêneros, incluindo obras de muitos artistas húngaros dos séculos XIX e XX que trabalharam em Paris e em outros locais do Ocidente. O principal museu de arte internacional em Budapeste é o Museu de Belas Artes.

## Exibições
A Galeria Nacional abriga obras de arte medieval, renascentista, gótica e barroca húngara. A coleção inclui madeira altar do século XV.
O museu exibe diversas obras de escultores húngaros, como Károly Alexy, Maurice Ascalon, Miklós Borsos, Gyula Donáth, János Fadrusz, Béni Ferenczy, István Ferenczy e Miklós Izsó. Também exibe pinturas e fotografias de grandes artistas húngaros, como Brassai e Ervin Marton, parte do círculo que trabalhou em Paris antes da Segunda Guerra Mundial.[carece de fontes?] A galeria exibe o trabalho de artistas como Mihály Munkácsy e László Paál. O museu também exibe pinturas de Henrik Weber, Károly Markó, o Velho, József Borsos, Miklós Barabás, Bertalan Székely, Károly Lotz, Pál Szinyei Merse, István Csók, Béla Iványi-Grünwald, Tivadar Kosztka Csontváry (Ruínas do Teatro Antigo, Taormina), József Rippl-Rónai (Modelos) e Károly Ferenczy.

## Galeria

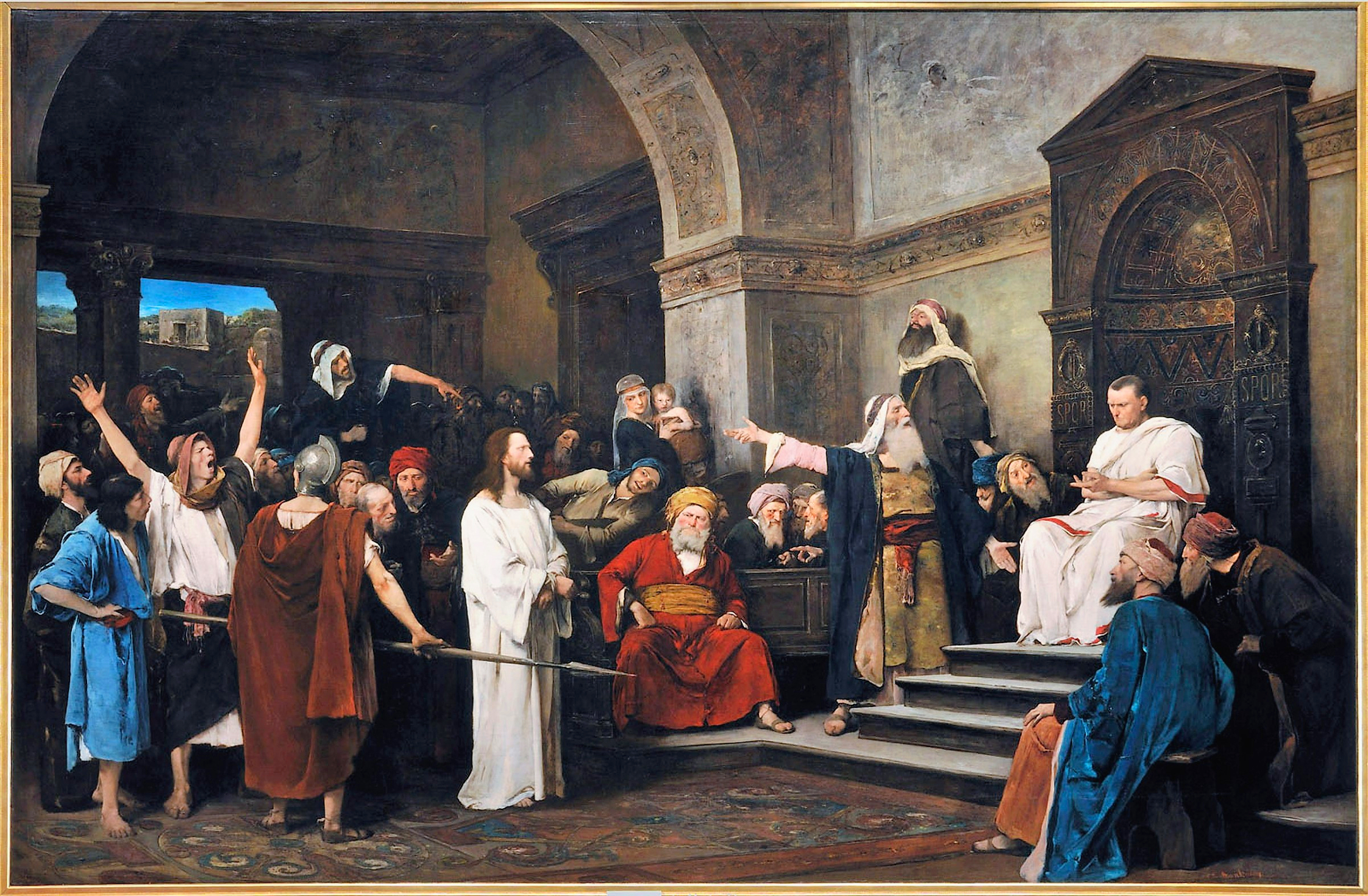
Cristo na frente de Pilatos, Mihály Munkácsy, 1881

- Camille Corot
- Claude Monet

- Camille Pissarro
- Master MS, Marten Schwartz
- Wágner, Sándor

## Controvérsia
Em 2008, o diretor do Museu de Belas Artes, László Baán, propôs a fusão de seu museu com a Galeria Nacional, devido ao perfil expositivo e de acervo similar dos dois. Ambos os museus e o Museu Ludwig de Arte Contemporânea são especializados em arte contemporânea e do século XX, muitas das quais foram criadas por artistas húngaros residentes no exterior. Depois que seu pedido para adicionar uma extensão subterrânea de € 18 milhões ao Museu de Belas Artes — que uniria coleções espalhadas pela cidade — foi negado em fevereiro de 2011, Baán apresentou um plano alternativo ao governo para construir dois novos edifícios ao custo de € 150 milhões. Ele imaginou os novos edifícios — um abrigando arte contemporânea europeia e o outro, fotografia húngara — como uma "ilha museológica especial" que complementaria o Museu de Belas Artes e o Salão de Arte de Budapeste (Műcsarnok), unindo permanentemente as duas coleções até 2017. 
Em setembro de 2011, o Secretário de Estado da Cultura Géza Szőcs anunciou oficialmente planos para construir um novo Estrutura ao longo do Andrássy út próximo ao Parque da Cidade e próximo ao atual Museu de Belas Artes de Budapeste e ao Salão de Arte de Budapeste (Műcsarnok). Este edifício abrigaria as coleções da atual Galeria Nacional Húngara. Este plano expandido, que utilizaria todo o boulevard, também é conhecido como Bairro dos Museus de Budapeste ou Bairro Andrássy.
No início de dezembro de 2011, Ferenc Csák — diretor da Galeria Nacional desde 2010 e crítico da proposta de fusão da galeria com o Museu de Belas Artes — classificou o processo de fusão como "muito pouco profissional, antidemocrático e míope" e anunciou que renunciaria ao cargo no final de 2011. Em 5 de março de 2012, um novo diretor não havia sido nomeado e a Galeria Nacional estava sendo liderada pelo vice-diretor geral György Szűcs.

## Links externos
- Official Hungarian National Gallery website—(em inglês)
- International Artist-Exchange in Museums Budapest
- Budapest Museums
- Hungarian National Gallery within Google Arts & Culture